# Джиммі Нейтрон: Геніальний хлопчик
«Джиммі Нейтрон: Геніальний хлопчик» (англ. Jimmy Neutron: Boy Genius) — американський 3D комп'ютерно-анімаційний комедійний фільм, знятий Джон А. Девіс.

## Акторський склад
| Актор           | Роль           |
| --------------- | -------------- |
| Дебі Дерріберрі | Джиммі Нейтрон |
| Джефф Гарсія    | Шин Естевес    |
| Керолін Лоуренс | Сінді Вортекс  |
| Роб Полсен      | Карл Візер     |
| Канді Міло      | Нік Дін        |
| Марк ДеКарло    | Х'ю Нейтрон    |
| Меган Кавана    | Джуді Нейтрон  |
| Патрік Стюарт   | Король Губот V |